# Война второй коалиции
Вторая коалиция (1798—1802) — военная коалиция, созданная по инициативе Великобритании с участием Австрии, России, Неаполитанского королевства, Османской империи, нескольких немецких князей и Швеции, с целью ограничения влияния революционной Франции (во время революционных войн 1792—1802 годов) и восстановления монархического строя.
Основные боевые действия связаны с регионами Италии, Швейцарии, Австрии и Рейна. В Италии, объединённые русско-австрийские войска под командованием Суворова одержали в апреле-августе 1799 года череду побед над французской армией под командованием Моро, вытеснив её из долины реки По во французские Альпы и окрестности Генуи.
В Швейцарии 14—15 сентября французские войска под командованием Массены (около 75 тысяч человек) в сражении у Цюриха нанесли поражение войскам коалиции под командованием Римского-Корсакова (около 60 тысяч человек, из них 34 тысяч русских). Прибывший через несколько дней в Швейцарию 23-тысячный отряд Суворова вместо союзных войск встретил вчетверо превосходящие силы французов и был вынужден прорываться горами к Гларусу. Швейцария была союзниками потеряна.
В Голландии высаженный в августе англо-русский экспедиционный корпус действовал неудачно и в ноябре был эвакуирован. Вскоре после этого Россия вышла из коалиции.
9 ноября 1799 года вернувшийся из Египта Наполеон в ходе переворота 18 брюмера захватил власть во Франции. Наполеон лично возглавил французские войска в Италии в кампании 1800 года и в июне 1800 года в битве при Маренго одержал решительную победу над австрийскими войсками, что привело к эвакуации австрийских войск из северной Италии к западу от Тичино.
После разгрома Австрийской армии, учинённого Рейнской армией Франции под руководством Моро 3 декабря 1800 года в сражении у Гогенлиндена, 9 февраля 1801 года Австрия подписала Люневильский мир, зафиксировавший официальное признание Австрией независимости Батавской и Гельветической республик (Голландии и Швейцарии, соответственно), фактически подконтрольных Франции.
Оставшаяся в одиночестве Великобритания, лишившись всех своих союзников на континенте, 25 марта 1802 года подписала с Францией Амьенский мир.

## Участники
Во Вторую коалицию входили страны:
- Австрийская монархия
- Великобритания
- Российская империя
- Османская империя (Турция)
- Швеция
- Неаполитанское королевство

## Предпосылки к созданию коалиции
Единственные, кто не подписал мир с целью сберечь свои приобретения (французские и голландские колонии после войн Первой коалиции), была Великобритания. Британцы решили установить экономическую блокаду Франции. Французы ответили на эти действия установлением блокады Англии. Одновременно были приняты серьёзные меры по усилению экономического и промышленного потенциала Франции. Впоследствии меры, принятые Бонапартом для усиления Франции, вывели французов на первое место по промышленности в Европе.
Наполеон не решился высаживаться на Британских островах, а сделал выбор в пользу вторжения в Египет. Наполеон предполагал, что будет осуществлено строительство Суэцкого канала, и Египет станет одной из баз снабжения на пути к Индии. Его доклад, представленный Директории в феврале 1798 года, был утверждён, поскольку на тот момент уже слишком многие видели угрозу в присутствии Бонапарта во Франции. Эти причины способствовали дальнейшему выплескиванию противоречий во внутренней политике Франции, даже несмотря на значительное влияние на неё внешних факторов и агрессивную внешнюю экспансию.
Мир в Кампоформио не заключал в себе никаких гарантий продолжительности. Он был порождением торжества одной стороны и изнеможения другой, но глубокая вражда и противоположность интересов не могли быть примирены одним трактатом, а потому, вскоре после подписания Леобенского и Кампоформийского договоров, начала составляться против французской республики новая коалиция. Главными её членами были: Англия, Австрия и Россия, к которым постепенно присоединились Неаполь, Турция и некоторые владельцы в Италии и Германии. Со своей стороны, французы среди мира поступали так дерзко и самовластно, что сами ускорили образование коалиции. После побед Наполеона в боях первой коалиции молодая французская республика значительно расширила своё влияние на материке. Теперь под влияние Франции подпали районы Голландии и левобережного Порейнья.

## События 1798 года
В 1798 году Франция насильственно присоединила к себе Голландию под названием Батавской республики, а в Италии — Папскую область под названием Римской республики. Швейцария была вынуждена подчиниться Франции под названием Гельветической республики, однако жители последней пришли в сильное волнение, некоторые кантоны восстали, а Граубюнден передался покровительству Австрии и был занят 6-и тысячным австрийским отрядом Ауфенберга.

### Действия на Средиземном море, в Египте и Греции
В 1798 году в Ирландии вспыхнуло восстание и Франция делала обширные приготовления на севере для посылки подкреплений восставшим, но главная цель этих приготовлений была — отвлечь внимание англичан от Средиземного моря, где Бонапартом была задумана и приготовлялась грандиозная экспедиция в Египет. Момент был выбран Бонапартом очень удачно, так как английского флота в Средиземном море не было, и он удерживался на севере демонстративными приготовлениями французов на берегах Ла-Манша. Экспедиция в Египет, где Великобритания не имела никаких владений, должна была служить этапом для вытеснения Англии из Ост-Индии.
Вскоре, после получения известий о грандиозных приготовлениях французов в портах Средиземного моря, Джервис на свой страх и риск отправил туда из Гибралтара Нельсона с 3 линейными кораблями для наблюдения за действиями французов. Но уже и в Лондоне забили тревогу, и вскоре после отправления Нельсона Джервис получил приказание отправить в Средиземное море эскадру из 12 линейных кораблей; взамен их из Англии вышло к Джервису 8 кораблей, которые прибыли к нему 24 мая, и в ту же ночь был отправлен отряд для подкрепления Нельсону.
Но было уже поздно. 19 мая 1798 года Наполеон Бонапарт отплыл из Тулона. Французский флот состоял из 55 кораблей и 280 транспортов, и его не видел и Нельсон, который, хотя и подошёл к Тулону 17 мая, но был отброшен штормом к Сардинии. 6 июня французы по пути почти без боя захватили Мальту, благополучно избежали встречи с преследовавшим их Нельсоном и высадились в Александрии.
2 июля после героической обороны пала Александрия и, наконец, 21 июля на пути к Каиру Наполеон триумфально разгромил армию мамелюков во главе с Мурад-беем в битве у подножия пирамид. Но 1 августа французский флот был уничтожен Нельсоном при Абукире, и попытка Бонапарта овладеть Сирией также, вследствие противодействия британского флота при Акре, окончилась неудачей. В связи с проникновением Франции в Палестину 9 сентября 1798 года войну ей объявила Османская империя. Лишенная сообщения с Францией, армия в Египте оказалась в плачевном положении и в итоге в 1801 году вынуждена была капитулировать.
После падения Венецианской республики в 1797 году французы захватили Ионические острова, последние венецианские колонии в Греции. Помимо островов, французы также получили несколько венецианских эксклавов на материковой Греции, таких как Бутринти, Превеза и другие. Тем временем правитель Янинского пашалыка Али-паша Тепеленский, который находился под вассалитетом Османской империи, занимался расширением своих владений, и также хотел получить контроль над этими эксклавами. Попытки французов привлечь Али на свою сторону провалились, а когда Османская империя объявила войну против Франции, Али атаковал французские позиции в Превезе, включая руины древнего города Никополь. Битва при Никополе 23 октября 1798 года завершилась поражением французов и занятием, а затем разграблением Превезы албанцами.
16 ноября 1798 года англичане овладели островом Минорка.
На Мальте население острова во главе с Национальным собранием восстало против оккупировавших остров французов, которые заперлись в Ла-Валлетте и были заблокированы с моря португальскими и английскими судами. Но крепость продержалась ещё до сентября 1800 года. Средиземное море, находившееся в продолжение 1,5 лет в полном владении Франции, теперь было занято английскими, русскими, турецкими и португальскими эскадрами и отрядами, и к концу 1798 года у Франции оставался в этом море только один линейный корабль, запертый на Мальте.

### Средиземноморский поход Ушакова
23 декабря 1798 (3 января 1799) года Россия и Османская империя подписали договор, по которому порты и турецкие проливы были открыты для русских кораблей. Следом за этим русский флот под командованием адмирала Ушакова захватил Ионические острова, которые в 1797 году были присоединены к Франции.

## Начало войны
Политика Франции и её новообразованных доминионов вызывала серьёзную озабоченность в европейских дворах. 18 декабря 1798 года Россия заключает предварительные соглашения с Великобританией о восстановлении союза. А уже 23 декабря 1798 года Россия и Османская империя подписали договор, по которому порты и турецкие проливы открыты для русских кораблей.
К антифранцузской коалиции решил примкнуть и неаполитанский король Фердинанд IV. 20 ноября 1798 года он заключил союзный договор с Великобританией, в Неаполитанском королевстве был проведен срочный набор 40 тыс. рекрутов, после чего общая численность его армии достигла 80 тыс. чел. Командовать ею пригласили австрийского генерала Карла Мака, под командованием которого 23 ноября 1798 года неаполитанская армия вступила на территорию созданной незадолго до того французами Римской республики и 29 ноября заняла Рим. Однако, занимая хорошо укрепленную позицию у Чивита-Кастеллана, французские войска под командованием генерала Шампионе отразили все атаки неаполитанской армии. Мак стал отходить к крепости Капуя. Французы, преследуя его, 15 декабря вошли в Рим, а затем вторглись на территорию Неаполитанского королевства. 23 января 1799 года французы вошли в Неаполь, где была провозглашена Партенопейская республика. В начале декабря 1798 года французские войска также заняли Пьемонт, где была провозглашена Пьемонтская республика.
В декабре 1798 года французские войска неожиданно перешли Рейн, заняли Майнц, форт Кастель, обложили Эренбрейтштейн и овладели Рейншанцем при Мангейме. Габсбурги, осознав угрозу, которую для них представляет кольцо французских республиканских доминионов, подписали союзное соглашение с Российской империей, по которому допускалось прохождение через территорию австрийской монархии в Италию 60-тысячной русской армии. Увидев в этом открытое нарушение мирных договорённостей, Франция объявила 12 марта 1799 года войну Австрии.
Французские уполномоченные на конгрессе в Раштадте играли роль полновластных повелителей и чрезмерными требованиями вооружили против себя всех послов. Наконец, 8 апреля 1799 года, уже после начала войны, австрийский посол Меттерних объявил, что император Франц II считает все решения конгресса недействительными и потребовал немедленного удаления дипломатов. Отряд австрийских гусар привёл это требование в исполнение силою. 28 апреля 1799 года при выезде из Раштадта французские уполномоченные подверглись нападению австрийских гусар. Два дипломата были зарублены насмерть, а третий тяжело ранен. Это преступление было организовано австрийским правительством с целью похищения у французских представителей компрометирующих Австрию документов.
Вновь почти вся Европа восстала против Франции, у которой единственным, но слабым союзником была Испания, ведущая войну с Великобританией. Пруссия держала строгий нейтралитет. Россия ещё в ноябре 1798 года двинула 40-тысячную армию через Австрию и Италию, за нею направилась другая армия, генерала Римского-Корсакова, в Швейцарию. 16 января 1799 года Османская империя объявила войну Франции.

## Кампания 1799 года
В начале войны выгоды, казалось, были на стороне союзников: русские войска, во главе с Суворовым, двигались на помощь союзникам, Австрия напрягала все усилия для увеличения вооружённых сил; Средиземное и Северное моря наполнялись флотами и десантными войсками англичан, русских и турок; в Италии, Швейцарии и Германии — народные восстания. Лучший французский полководец Бонапарт с отборными войсками находился в Египте и победа британского адмирала Нельсона при Абукире пресекла ему всякую возможность возвратиться в Европу.
Французские армии в Италии и Германии были ослаблены и терпели во всем нужду; правление директории было ослаблено и не пользовалось уважением ни в народе, ни в войсках. Франция объявила набор в 200 тысяч рекрутов, которые к открытию военных действий ещё не успели пополнить ряды войск. Действительные же её силы, плохо устроенные и почти не снабжённые, были распределены на 5 армий:
- Дунайская, Журдана (37 тысяч) — на левом берегу Рейна;
- Гельветическая, Массены (30 тысяч) — в Швейцарии на левом берегу Рейна, выше Констанцского озера;
- Италийская, Шерера (58 тысяч) — в Северной Италии;
- в Южной Италии Макдональд (сменивший Шампионе) с 30 тысячами;
- на левом берегу Рейна против Мангейма и Филиппсбурга — 8 тысяч Бернадота;
- 20 тысяч под командованием Брюна — в Батавии;

Кроме того, 22 полубригады и 24 полка кавалерии находились внутри страны.
Перед началом военных действий расположение союзных войск было следующим:
- 80 тысяч австрийцев эрцгерцога Карла — за рекой Лех, из них 15 тысяч Старая — у Неймаркт; около 26 тысяч, под командованием Готце и Ауфенберга (подчинённых эрцгерцогу), занимали Форальберг и Граубинден; 48 тысяч Бельгарда — в Тироле; около 86 тысяч, под временным командованием Края — между Адижем и Тальяменто, занимая Верону и Леньяно;
- 48 тысяч русских в 2 колоннах: одна, Суворова, шла через Моравию и Штирию в Италию; другая, Римского-Корсакова, в июне должна была присоединиться к эрцгерцогу Карлу.

План действий ещё не был составлен, но Австрия, имея намерения завоевать северную Италию, направила туда главные силы, соединив в горах Тироля и Форарльберга значительную армию, так как по понятиям того времени все считали Швейцарию и Тироль бастионом, фланкировавшим, с одной стороны, Германию, с другой — Италию.
План действий директории сводился в общем к тому, чтобы, не дав собраться австрийцам, предупредить их решительными действиями, для чего главными объектами действий избраны Граубинден и Тироль, предполагая, что владение горами даст обладание долинами. Массена, овладев Граубинденом, вторгся в Тироль и Энгадин; Журдан, оставив за собой Шварцвальдские горы, продвинулся правым крылом и, овладев Брегенцом, вошёл в связь с Массеной и в дальнейшем содействовал успехам Массены в Тироле. Шерер наступал левым крылом против Триента, а центром и правым крылом через Верону против австрийской армии за Адижем. Бернадот для демонстрации блокировал Мангейм и Филиппсбург, а для обеспечения левого крыла Журдана должен был действовать на реках Майн, Неккар и Энц. Макдональд и Брюн должны были занимать и охранять: первый — Неаполитанское королевство, второй — Бельгию. План этот представляет собой типичный кордон, результаты которого впоследствии и сказались; кроме того, директория задалась слишком обширными целями, не соответствовавшими силам Франции.

### Действия на Рейне
Когда было получено известие о движении русских к Дунаю, Журдан с 28 февраля на 1 марта перешёл Рейн между Базелем и Страсбургом. Массена вступил в Граубюнден, 6 марта напал на Ауфенберга и, прогнав австрийцев до Кура, вынудил там Ауфенберга сложить оружие с 3 тысячами. Главные силы австрийцев в Граубюндене удержались на позиции при Фельдкирхе. 
Лекурб (правое крыло Массены) из Белинцоны вторгся в Энгадин и, поддержанный Дессолем (из Итальянской армии), вытеснил Лаудона (11 марта) с позиции при Тауферсе. Журдан, сосредоточившись при Тутлингене и Хоэнтвиле, вошёл в Швабский округ, имея намерение отбросить левое крыло австрийцев от Боденского озера, затем атаковать генерала Готце с тыла в Форарльберге и открыть сообщения с Массеной. Сугам и Лефевр двинулись через Штоках и Мескирх к Пфуллендорфу; Сен-Сир и Вандам двигались по обоим берегам Дуная к Зигмарингену и Гамердингену, а правое крыло генерала Ферино двигалось через Салмансвайлер в Юберлинген.
Эрцгерцог Карл поспешил навстречу неприятелю, атаковал Журдана при Острахе и Пфуллендорфе 20 марта и отбросил его до Штокаха, а 4 дня спустя он снова атаковал его и в 2-дневном сражении совершенно разбил Журдана; который отступил за Рейн. Сугам 3 апреля потерпел поражение при Триберге и, не имея возможности присоединиться к Журдану, примкнул к Массене. Эрцгерцог медленно преследовал Журдана; его правое крыло (генерал Старая) растянулось от Келя до Мангейма; Готце стоял в Форарльберге; центр и главная квартира в Штокахе. В начале мая гофкригсрат, вопреки мнению эрцгерцога, предписал ему отбросить французов из Швейцарии. Вследствие этого Бельгард вытеснил Лекурба из Энгадина; Готце соединился с эрцгерцогом, который перешёл Рейн при Шафхаузене.
Произошел ряд упорных боёв. Французы отступили и заняли сильную позицию у Цюриха, в то время как Лекурб препятствовал дальнейшему наступлению Бельгарда. 3 июня австрийцы заняли Сен-Готард. Это заставило Массену избрать новую сильную позицию при горе Албисе, упираясь левым крылом в Рейн, а правым в Фирвальдштедтское и Цугское озера.
Здесь французы получили значительное подкрепление и перешли в наступление против отдельных австрийских колонн, которые, под командованием Елачича и Зимбшена, заняли часть кантонов. Первый был разбит, а второй отброшен с Сен-Готарда. Главные силы эрцгерцога и Массены стояли неподвижно в Цюрихе до прибытия Римского-Корсакова, после чего эрцгерцог поспешил обратно в Германию. Готце (12 тысяч австрийцев) остался в Уцнахе, Tлачич (8 тысяч) — в Граубюнденских горных проходах; кроме этого, 10 тысяч находились в резерве. Русские войска заняли растянутую линию по рекам Ааре и Лиммат, от Бадена до Цюриха.
Во время этих событий в Швейцарии, французы собрали новую армию — Рейнскую, под командованием Мюллера. 26 августа Мюллер внезапно и без сопротивления австрийцев перешёл Рейн при Мангейме, в то время как Бараге-д’Илье с левым крылом обстрелял Франкфурт, двинулся в Гейдельберг и Ашаффенбург. Эрцгерцог Карл, подкрепив генерала Старая, сам пошёл навстречу Мюллеру. После неудавшейся попытки овладеть Филиппсбургом, Мюллер отошёл за Рейн, оставив в Мангейме Лароша с 6 тысячами, но 18 сентября Мангейм был приступом взят эрцгерцогом Карлом.
Во время этих событий на Рейне, в Швейцарии русские войска по-прежнему находились у Цюриха, а против них армия Массены. Последний, узнав о приближении из Северной Италии Суворова, решил до его прибытия всеми силами обрушиться на Римского-Корсакова. 25 сентября французы перешли Лиммат у Дитикона, нанесли русским поражение и, отрезав левое крыло Денисова от центра, двинулись по дороге в Винтертур, в тыл Римскому-Корсакову.
В тот же день был разбит австрийский корпус Готце; последний был в начале сражения убит, а принявший командование генерал Петраш отступил к Санкт-Галлену. 26 сентября французы приступом овладели Цюрихом и преследовали Римского-Корсакова, который отступил сперва в Винтертур, потом в Эглизау, а оттуда, совместно с австрийскими и баварскими резервами, под командованием Кинмейера, в Шафхаузен. В это время Суворов спустился в долину Граубюндена и вскоре соединился с Корсаковым при Фельдкирхе.
Эрцгерцог Карл, узнав о поражении Корсакова, двинулся было к нему на помощь, но остановился на границах Швабии, узнав, что Лекурб, новый командующий Рейнской армией, перешёл 17 октября Рейн при Оппенгейме, занял Мангейм и Гейдельберг и двинулся к Штутгарту. Однако, узнав о поражении колонны Нея 3 ноября при Лауфене, Лекурб снова приблизился к Рейну. Вскоре после этого сам Лекурб был разбит 3 декабря Стараем при Вислохе и отступил на левый берег Рейна.

### Австро-русское наступление весны-лета 1799 г.
Когда 7 марта 1799 года в штаб-квартире в Падуе австрийский лейтенант-фельдмаршал Край получил известие об открытии боевых действий, он приказал тыловым войскам постепенно продвигаться к Адидже. С 26 по 30 марта 1799 года вблизи Вероны произошел ряд боев между французскими и австрийскими войсками, в которых каждая из двух армий одержала победу на одном фланге, но потерпела поражение на другом, а бой в центре имел неопределенный результат. Затем, 5 апреля, при Маньяно австрийцы победили. Это поражение лишило французов возможности изгнать австрийцев из северной Италии до того, как на помощь австрийцам прибыла русская армия.
Между тем, в марте 1799 года французские войска под командованием Поля Готье вторглись в Великое герцогство Тосканское. Герцог Тосканский Фердинанд III уехал в Вену, а французы учредили в Тоскане республиканское правление.
Австро-русские войска под командованием А. В. Суворова успешно дрались и разгромили французов при Адде, Треббии и Нови. Генерал Моро после Нови совершил отступление в Геную, где соединился с разбитой армией Макдональда и стал готовить город к осадному положению. В сентябре 1799 года русские войска Суворова были вынуждены уйти в Швейцарию через Альпы. В эту кампанию большие потери понесли польские легионы Домбровского.
Французы поступали в Тоскане так насильственно и произвольно, что возбудили всеобщую ненависть. Как только разнеслась весть о победах Суворова, всюду начались восстания (роялистских повстанцев, движение Viva Maria!, возглавлял Лоренцо Мари); к началу июля 1799 года Тоскана была свободна от французов, но Фердинанд III продолжал жить в Вене. В октябре 1799 года французы опять заняли Тоскану и взяли с Ливорно огромную контрибуцию.

### Дальнейшие боевые действия в Северной Италии
Когда Суворов начал Швейцарский поход, командование над австрийскими войсками в Северо-Западной Италии принял Мелас. В его задачу входило изгнать французскую Итальянскую армию из Лигурии, форсировать Вар, захватить Прованс и Тулон, при содействии 20 тысяч британцев, размещённых на Менорке. Попытка командующего французской Итальянской армии генерала Шампионе, назначенного вместо Моро, провести наступление закончилась неудачей. 4 ноября 1799 года Мелас нанёс ему поражение при Женола: французы потеряли 7600 человек, в том числе 4200 пленными. Крепость Кони капитулировала 3 декабря, и австрийцы приступили к активным действиям вокруг блокированной Генуи.

### Военные действия в южной и центральной Италии
Изгнав французов с Ионических островов, адмирал Ушаков начал операцию по восстановлению Неаполитанского королевства, из которого французами в январе 1799 года была образована Партенопейская республика. Суворов, в свою очередь, направил корпус Ребиндера к Неаполитанскому королевству и предложил адмиралу Ушакову послать отряд судов для блокады Анконы.
Ушаков в мае 1799 года отправил в Италию два отряда кораблей: под начальством капитана Сорокина к берегам Отранто и под командой контр-адмирала Пустошкина к Анконе.
При появлении отряда Сорокина у Бриндизи гарнизон цитадели бежал, и город был взят без сопротивления. При движении российских кораблей вдоль берега к северу, неаполитанские роялисты (санфедисты), уже ободренные успехами Суворова в Северной Италии, восставали, уничтожали республиканское правление, восстанавливали власть короля и присоединялись к российским войскам. Встретив сопротивление в Фоджио, Сорокин высадил десант в 400 человек с 6 орудиями под начальством капитан-лейтенанта Белли, который немедленно овладел городом. Затем Белли двинулся по суше прямо к Неаполю, восстанавливая везде королевскую власть. Он вытеснил из Неаполя французский отряд, укрывавшийся в крепости Сант-Эльмо, и овладел Неаполем 3 июня.
После занятия русскими Неаполя к нему явился с эскадрой британский адмирал Нельсон и с ним король Неаполя Фердинанд, прибывший из Сицилии. Спустя несколько дней, 30 июля, отряд Белли вместе с британскими, португальскими и неаполитанскими войсками участвовал во взятии Сант-Эльмо, крепости Капуя, и вместе с оставшейся на рейде Неаполя небольшой британской эскадрой охранял короля Неаполя.
Контр-адмирал Пустошкин, подойдя к Анконе и не имея достаточного десанта, после кратковременной бомбардировки ограничился блокадой этого порта. Незадолго до прибытия к Анконе отряда Пустошкина австрийские корабли с небольшим десантом овладели Равенной, Чезенатико и Римини и открыли сообщение с Лагоцем, главой роялистов, овладевших городом Пезаро. Войдя в сношение с Лагоцем, Пустошкин в помощь ему высадил 200 человек десанта, который 12 мая овладел соседними с Пезаро крепостями Фано и Сенигаллия.
Ушаков послал к Анконе отряд российских и османских кораблей под начальством капитана второго ранга Войновича. По удалении отряда Пустошкина города Фано и Сенигаллия снова были заняты французами, и у Анконы держался только Лагоц с 3000 вооружённых крестьян и 12 пушками. Начальник Анконского гарнизона генерал Моннье, желая уничтожить Лагоца, двинулся в атаку на его укрепления, но показавшийся в это время в море отряд Войновича заставил французов возвратиться в Анкону.
Затем к Анконе подошёл 8-тысячный корпус австрийцев под начальством генерала Фрейлиха. Несмотря на настояние Войновича общими силами штурмовать крепость, Фрейлих более месяца оставался в бездействии и, наконец, когда решился выбить французов из передовых укреплений, то австрийцы были успешно отражены. 2 ноября 1799 года Фрейлих, заключив капитуляцию с начальником французского гарнизона, занял Анкону одними своими войсками и даже запретил впускать туда русских и турок. Войнович в ту же ночь послал в гавань десант и велел на моле и на сдавшихся французских судах поднять флаги российские, османские и австрийские и поставил свои караулы. Но Фрейлих приказал согнать силою российские караулы и спустить российские флаги, заменив их австрийскими. Впоследствии, по требованию Павла I, австрийское правительство осудило Фрейлиха, исключило его из службы и готово было дать всякое удовлетворение.
В сентябре 1799 года неаполитанцы вторглись в созданную французами в 1798 году Римскую республику и вернули папе римскому его владения. В церемониальном входе неаполитанцев в Рим принял участие и российский отряд.

### Действия в Голландии
В Голландии высаженный в августе англо-русский экспедиционный корпус действовал неудачно и в ноябре был эвакуирован. Вскоре после этого Россия вышла из коалиции.

### Действия на море
Весной 1799 года Франция сделала попытку восстановить утраченное обладание Средиземным морем, для чего в командование брестским флотом вступил сам морской министр, адмирал Брюи. 26 апреля, пользуясь тем, что перед Брестом англичане имели в это время только 16 кораблей, под командованием адмирала Бриджпорта, который в этот день отошёл к острову Уэссан, Брюи вышел с 25 линейными кораблями и 10 фрегатами и направился на юг. Он поставил себе задачей деблокировать находившуюся в Кадисе испанскую эскадру из 19 линейных кораблей, войти с ней в Средиземное море, деблокировать Мальту, овладеть Миноркой и восстановить сообщение между Францией и армией Бонапарта в Египте.
Бриджпорт, получив известие о выходе французов, решил, что они направились в Ирландию, но на всякий случай послал извещение главнокомандующему английскими морскими силами адмиралу Джервису в Гибралтар и начальнику английской эскадры перед Кадисом адмиралу Кейту. Ввиду недостаточности сил, находившихся в распоряжении Джервиса, 6 мая к нему было отправлено 5 кораблей, а когда выяснилось окончательно, что Брюи пошёл в Средиземное море, то 1 июня Бриджпорт отправил туда ещё 16 кораблей.
4 мая Брюи появился перед Кадисом; у Кейта было только 15 кораблей, положение его было очень опасно между 25 французскими и 19 испанскими кораблями, которые в каждый момент могли выйти из порта. Но в это время задул шторм от северо-запада, мешавший испанцам выйти. Брюи не решился со своим неопытным личным составом атаковать англичан при такой погоде и, не желая терять времени, 5 мая вошёл в Средиземное море, на глазах у Джервиса, находившегося в Гибралтаре, но имевшего при себе только один линейный корабль и получившего только накануне извещение о выходе Брюи из Бреста.
Английские морские силы в этот момент сильно разбросались. У Минорки было 4 корабля под командованием коммодора Дакворта; коммодор Трубридж с 4 кораблями блокировал Неаполь, где французский гарнизон был осаждён местным населением. К нему шёл на присоединение русский десант; капитан Болл с 3 кораблями блокировал Мальту, адмирал Смит находился с 2 кораблями у Акры, и Нельсон, всего с одним кораблём, стоял в Палермо, куда бежал неаполитанский король, видевший в английском корабле единственную свою опору и защиту. Таким образом Брюи с 25 кораблями мог наделать много бед англичанам.
Джервис немедленно решил сосредоточить свои силы, для чего послал Кейту приказание снять блокаду Кадиса и идти в Гибралтар, а Нельсона известил о возможности выхода испанского флота из Кадиса и возможном его появлении перед Миноркой, высказав предположение, что Брюи имеет назначением Мальту и Александрию. Нельсон приказал Дакворту, Трубриджу и Боллу, оставив на месте фрегаты, идти на соединение с ним к острову Маритимо (Эгадские острова), чтобы с 12 кораблями преградить Брюи путь между Сицилией и африканским берегом.
Но все это требовало значительного времени, а пока Брюи был хозяином положения. Но он нашёл нужным, вследствие плохого снабжения, направиться в Тулон, куда и прибыл 14 мая, и оставался там до 26 мая.
Между тем, Кейт пришёл 12 мая в Гибралтар, а 20 мая Джервис с 16 кораблями пришёл в Порт-Магон, где к нему присоединился Дакворт, не считавший Нельсона своим начальником и не исполнивший его приказаний. Здесь Джервис узнал о том, что Брюи направился в Тулон, и, дав знать об этом Нельсону, он пошёл к испанскому берегу, так как получил известие, что испанцы вышли из Кадиса и вошли в Средиземное море. Но испанская эскадра из 17 кораблей уже 20 мая вошла в Картахену, причём 11 кораблей после шторма пришли туда в таком плачевном состоянии, что не могли двинуться дальше, на соединение с французами.
26 мая Брюи вышел из Тулона с 22 кораблями, оставив там 3 корабля, нуждавшихся в серьёзном исправлении. Он прошёл до Генуи, повидался с Моро, командовавшим тогда армией в Италии, выгрузил припасы для армии, 22 июня вошёл в Картахену и соединился с испанской эскадрой. Здесь выяснилось, что Испания, вследствие неудач, постигших Францию, уже колеблется и склонна к миру с Англией и что на испанские корабли для боя с английским флотом рассчитывать трудно. Франции через своего посланника в Мадриде удалось всё-таки настоять на приказании испанской эскадре сопровождать французскую эскадру в Брест, и 29 июня Брюи вышел из Картахены в сопровождении 16 испанских кораблей. Этим Франция как бы брала эти корабли в залог против перехода Испании на сторону Англии, но вместе с тем первоначальным задачи Брюи остались недостигнутыми.
Все эти передвижения Брюи не соответствовали тем задачам, которые предполагали от него англичане, сбили их с толку и они его не нашли. 11 июля Брюи уже вошёл в Кадис, а адмирал Кейт, сменивший заболевшего Джервиса, только 10 июля пошёл за ним в погоню из Порт-Магона с 31 кораблём и 30 июля вышел в океан. Между тем, Брюи уже 21 июля вышел из Кадиса с 40 линейными кораблями и 13 августа вошёл в Брест. Кейт подошёл сюда же только на 1 сутки позже и отправился в Торбей.
Вследствие прихода французско-испанского флота в Брест, в Англии вновь началась тревога за своё побережье, но теперь и англичане сосредоточили в Ла-Манше огромную силу из 56 линейных кораблей.
Бонапарт, когда выяснилась безнадежность Египетской экспедиции, побуждаемый также угрожающим положением, которое заняла относительно Франции новая составлявшаяся против неё коалиция, покинул 22 августа 1799 года Египет, счастливо пробрался мимо английских крейсеров и в октябре вернулся во Францию, где в ноябре овладел верховной властью.
Став во главе правительства, Бонапарт постоянно думал о помощи армии в Египте и употреблял всевозможные усилия для того, чтобы вытеснить английский флот из Средиземного моря. Он принимал деятельное участие в образовании второго «вооруженного нейтралитета» северных держав, закрывшего для английской торговли Балтийское море и должного отвлечь туда значительную часть её, морской силы; вместе с тем, после успешных действий Франции против Австрии и Неаполитанского королевства, все итальянские порты были закрыты для английского флота, и Бонапарт получил право занять южные итальянские порты (Таранто, Бриндизи и другие) 15-тысячным отрядом французских войск. Все это имело целью, затруднив для англичан пребывание в Средиземном море и опираясь на итальянские порты, выслать из них подкрепления в Египет, как только представится случай безопасного прохода в восточную часть Средиземного моря. Для большего затруднения англичан он энергично побуждал Испанию к нападению на Португалию, чтобы отнять у английского флота возможность базироваться на её порты. Все-таки возможность выручки египетской армии, помимо всех этих подсобных средств, зависела, главным образом, от способности французского и испанского флотов выйти из своих портов, справиться хотя бы и с ослабленными английскими морскими силами и добраться до Египта. Но вот этого и не удалось достигнуть Бонапарту.

### Переворот 18 брюмера
9 ноября 1799 года вернувшийся из Египта Наполеон в ходе переворота 18 брюмера захватил власть во Франции.

### Итоги кампании
Обозревая общую картину войны 1799 года, нельзя не прийти к заключению, что из всего 8-и летнего периода Революционных войн (1792—1799) никогда ещё война не достигала таких обширных масштабов, не велась так настойчиво и долго (13 месяцев), такими громадными с обеих сторон силами, на таком обширном театре, не стоила таких больших усилий и в то же время — не привела к таким слабым конечным результатам: союзниками вместо Парижа завоёвана только Италия, благодаря победам Суворова удержан правый берег Рейна и заняты Ионические острова и Корфу; французы удержали за собой Генуэзскую Ривьеру, Швейцарию, Голландию и левый берег Рейна. Причин этому было много, главные из них: у союзников — характер самой коалиции, у французов — неспособность директории руководить столь широко развернувшимися событиями и ошибки французских полководцев. Ни одна из коалиций не проявила столько раздоров, несогласия и противоположных стремлений, как эта, а потому нельзя было рассчитывать не только на единство действий, но даже трудно было добиться согласованности их на отдельных театрах.
По справедливому замечанию Наполеона, если бы все русские войска, действовавшие в Италии, Швейцарии и Голландии, были соединены и употреблены отдельно под командованием Суворова на Рейне, то с большой вероятностью можно было бы предположить, что Суворов, при полной свободе действий, дал бы скорый и решительный оборот в пользу коалиции.
Что же касается Франции, то она, в лице директории, не довольствуясь завоеванием Италии и Швейцарии, помышляла распространить успехи оружия за рекой Адижем в Австрии, за Рейном в Германии и за морем — в Египте и Сирии. В Европе на трёх главных театрах (Италия, Германия и Швейцария) одновременно начались наступательные действия, что было большой ошибкой, потому что этот план не соответствовал ни численности, ни организации войск, а главное, из-за этого Франция была всюду равно слаба и нигде не могла нанести сильного удара. Главнокомандующие французских армий, за исключением одного Массены, к ошибочности планов действий директории присоединили свои собственные ошибки, и тем содействовали успехам коалиции. Только Массена в Швейцарии и Брюн в Голландии имели успех на своей сторон: первый — занятием вновь Швейцарии, второй — отражением высадки союзников.

## Кампания 1800 года

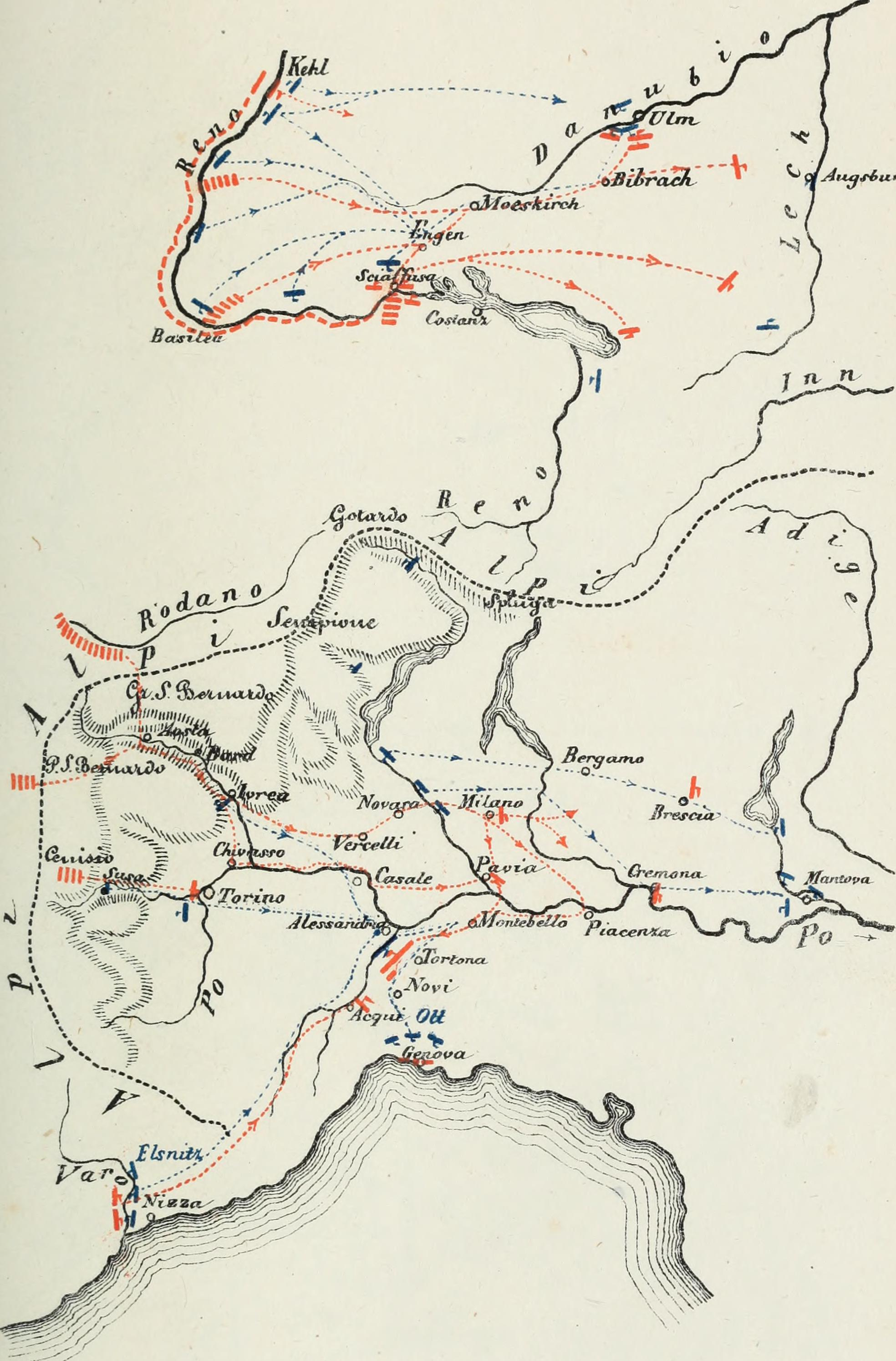
Карта боевых действий весной-летом 1800 г.

С этого года начинается новый период великих событий в Европе. Переворот 18 брюмера дал Бонапарту верховную власть во Франции, в которой все в непродолжительном времени изменилось к лучшему. Вместо безначалия появилась разумная и твёрдая власть; все отрасли внутреннего управления получили стройное и прочное устройство. Приняты решительные меры для улучшения расстроенных финансов, усиления и снабжения армии, восстановления дисциплины и прекращения междоусобий в Вандее и других северных департаментах; соединением мер решительных и сильных с мероприятиями кроткими и беспристрастными Бонапарт сумел привлечь к себе все партии и всех способных и полезных людей. Наряду с этим он стремился дать утомленной стране мир, хотя бы временный, и своей внешней политикой добился того, что в коалицию против Франции вошли только Англия, Австрия и несколько мелких германских государств (Бавария, Вюртемберг и др.). Но теперь, став во главе государства и армии, Наполеон, никем не стесняемый, мог задаваться широчайшими военными планами и, будучи единоличным распорядителем вооружённых сил, беспрепятственно приводить их в исполнение. С этого года и начинают разыгрываться мировые события в Европе, в которых во всю ширь развернулся военный гений Наполеона. Французская армия к весне 1800 года была уже приведена в удовлетворительное состояние и усилена новыми наборами.
Союзники не замечали ни внутренних перемен в состоянии французской республики, ни приготовлений её к войне. Это было причиной того, что все меры для приготовления к новой войне ограничились в Австрии набором рекрутов, а между тем вся тяжесть её должна была лечь главным образом на Австрию; Англия ограничилась денежными субсидиями и содействием флота.
Взаимное положение воюющих сторон перед началом кампании было следующим: у французов 120 тысяч на Рейне и до 50 тысяч в Дижоне, отделённых Пьемонтом от 30 тысяч Массены в Генуэзской Ривьере и 5 тысяч Тюрро в Савойских Альпах, всего до 200 тысяч; а у австрийцев — 150 тысяч Края на Рейне и 120 тысяч Меласа в северной Италии, всего 270 тысяч, разделённых Швейцарией, занятой 32 тысячами французских войск Лекурба.
Это взаимное положение сил имело большое влияние на ход военных действий. Австрия решила, начав действия в Италии по направлению к реке Вар и Ницце, притянуть туда главные силы французов и тем открыть армии Края доступ через Рейн; на занятие Швейцарии в целях связи между обеими армиями не обратили внимание.
Эта ошибка послужила основанием для выдающегося по своей смелости плана Бонапарта, который, пользуясь выгодным выдающимся положением Швейцарии, решил тайно сосредоточить в ней 40 тысяч и, смотря по обстоятельствам, бросить их или на подкрепление Моро, действовавшего в Германии, или в Италию, в тыл, на сообщения армии Меласа, прижавшего Массену к Генуэзскому заливу и отделившего его от Сюше, укрывавшегося за рекой Вар. В виду обозначившегося уже успеха Моро в Германии (победы при Энгене и Штокахе 3 мая, Мескирхе 5 мая и Биберахе 9 мая, Край оттеснён к Ульму) и критического положения Массены, блокированного в Генуе, первый консул направляет эту армию, именуемую резервной, в Италию, что и привело к знаменитой Маренгской операции.

### Итальянская кампания Наполеона
Главным событием войны стала битва при Маренго 2 (14) июня 1800 года, в ходе которой Наполеон одержал сокрушительную победу над австрийцами, руководимыми генералом Меласом, и возвратил под свою власть Италию. 15 июня было подписано перемирие с Австрией.

### Весенняя кампания 1800 г.
Перед началом военных действий в Германии австрийская армия, поступившая после эрцгерцога Карла, под командованием фельдцейхмейстара Края, была сильно разбросана; главные силы находились в районе Энгена и Штокаха, корпус графа Коловрата от Иберлингена до Шафгаузена; генерал Науендорф от Шафгаузена до Вилингена, на восточном склоне Шварцвальда; бригада Гиулая — у Фрейбурга; генерал Кинмайер — у Вильштадта и Бодерсвейлера (против Страсбурга); войска генерала Старая сосредоточивались к Раштадту, армия князя Рейса (25 тысяч) стояла в Фельдкирхе для прикрытия Форарльберга и Тироля. Филипсбург, Ульм и Ингольштадт были заняты гарнизонами (7 тысяч); общая численность достигала до 128 тысяч.
Французская Рейнская армия генерала Моро без гарнизонов имела 110 тысяч и располагалась в 4 больших группах. Правое крыло Лекурба занимало восточную и северную границы Швейцарии; резервный корпус (самого Моро) стоял в окрестностях Базеля; центр Гувион Сен-Сира — между Бризахом и Страсбургом, левое крыло Сент-Сюзана протянулось до Ландау. Гарнизонами в рейнских крепостях и в Швейцарии находилось 29 тысяч, из которых, однако, вскоре большая часть была отправлена в Италию.
В конце апреля Моро начал кампанию наступлением на фронт Шварцвальда. 25 апреля он перешёл Рейн у Бризаха и Страсбурга и, потеснив австрийские посты, вынудил Края, передвижением Коловрата к Донауешингену и Вилингену, ослабить себя на Боденском озере, на которое опиралось его левое крыло, а также оставить без прикрытия границу Швейцарии. В виду этого Моро в начале мая направляет резервный корпус из Базеля на правый берег Рейна, переходить реку у Штейна, и 3 мая наносит Краю поражение при Штокахе и Энгене, а 5 мая у Мескирха. После этого австрийцы перешли на левый берег Дуная у Зигмарингена, а 8 мая снова перешли на правый берег, чтобы прикрыть магазины в Биберахе. Однако, 8 мая при Биберахе, а 10 мая при Меммингене они были вновь отброшены и вынуждены искать защиты под стенами Ульма. Затем, с целью вынудить Края к дальнейшему отступлению, Моро двинул своё правое крыло на Гюнц и приказал Сент-Сюзану выдвинуться на левый берег Дуная к Блаубеерну. Однако, этому движению воспрепятствовали войска Старая и эрцгерцога Фердинанда боями 16 мая при Папелау и Эрбахе. После этого французской армии пришлось выполнить переход на левый берег Дуная со значительными силами выше Ульма. Край занял позицию к северу от Ульма. Моро не решился атаковать его на этой позиции и, перейдя в ночь на 20 мая снова на правый берег Дуная, приказал правому крылу двинуться к реке Лех и занять Аугсбург. Край воспользовался этим движением, чтобы броситься на ослабленное крыло французов на реке Иллере, но, понеся 5 июня при Оксенгаузене поражение, вынужден был отойти к Ульму.
После этого Моро задался целью заставить австрийцев отойти от Ульма, для чего решил переправиться через Дунай ниже крепости и угрожать их сообщениям. Он оставил Ришпанса наблюдать за крепостями по реке Иллер, а сам стянул 14 и 15 июня армию к Бургау. При приближении французов Старай оттянул войска от Гюнбурга на левый берег Дуная. Лекурб, заняв 16 июня этот город, на следующий день перешёл Дунай у Лилингена и Лауингена и отбросил разбросанные отряды австрийцев. После Лекурба в тех же местах переправились и главные силы французской армии. Тогда Край, не решившийся напасть на Ришпанса, поспешил стянуть к себе войска, оставшиеся ещё на правом берегу, и повёл армию форсированными маршами по большой дуге через Нёрдлинген к Нейбургу, причём Старай, начальствовавший арьергардом, выдержал 25 июня при Нересгейме бой с Лекурбом. Атакованный 27 июня вторично при Нейбурге, Край отвёл армию через Ингольштадт и Ландсгут к реке Ин. Для связи с Ингольштадтом остался генерал Кленау на левый берег, в окрестностях Регенсбурга. После этого французы наводнили Баварию и заняли Мюнхен. Ришпанс был оставлен для блокады Ульма, а сам Моро с главными силами расположился на реке Изар; одна дивизия продвинулась через Форарльберг до Тирольских проходов, чем армия Моро вошла в связь с Итальянской армией.

### Перемирие
Узнав об Александрийской конвенции, заключённой Бонапартом в Италии, Моро предложил Краю перемирие, на которое тот охотно согласился и которое было заключено 15 июля в Парсдорфе для Германии, Тироля, Швейцарии и Граубиндена; это перемирие соглашением в Гогенлиндене было продолжено до 20 сентября. Мирные переговоры, начатые в Париже с Австрией, а несколько позже в Люневиле с Англией, не привели ни к чему; консульское правительство объявило 11 ноября о прекращении перемирия. Край был отозван и на его место назначен молодой эрцгерцог Иоганн, но ведение военных действий было поручено фельдцейхмейстеру Лауеру, дряхлому инженеру генералу, никогда дотоле не участвовавшему в полевых действиях. Австрийская армия со включением вспомогательных войск насчитывала 95 тысяч, её главные силы были собраны на реке Инн и представляли достаточную массу для удержания французов; корпус эмигрантов Конде прикрывал пространство от Розенгейма до Тирольских границ; Кленау присоединился к вспомогательному корпусу герцога Вильгельма Баварского, который был эшелонирован от г. Гофа до Зульцбаха; дивизия Зимбшена стояла между Бамбергом и Форхгеймом; майнцские контингенты Альбини — около Ашафенбурга; в Тироле, под командованием генерала Гиллера, находилось 20 тысяч. Моро мог употребить в Баварии 140 тысяч, его правое крыло наблюдало Тироль и верхний Инн до Розенгейма, одна дивизия была отделена на Изаре против Фрейзинга; главные силы находились у Гаага и перед Вассербургом и протянулись до Гауна и Ампфинга; Ожеро с галло-батавским корпусом прибыл из Голландии на Майн.

### Зимняя кампания
В конце ноября эрцгерцог Иоганн, намереваясь выиграть левое крыло французской армии и прижать её к границам Тироля, перешёл реку Инн при Пассау, Шердинге и Гогенфурте; генерал Зимбшен двинулся против Швайнфурта; Кленау от Регенсбурга на реке Изар против Ландсхута. 1 декабря эрцгерцог при Ампфинге потеснил дивизии Нея и Арди и принял это за начало успеха, но 3 декабря наткнулся при Гогенлиндене на главные силы Моро и потерпел сокрушительное поражение. Австрийская армия отступила за реку Инн, энергично преследуемая французами. Лекурб перешёл реку у Нейбеерна (выше Розенгейма) и отбросил корпус Конде, не поддержанный австрийцами, к Зальцбургу, куда прибыли 12 декабря также дивизии Риша, Байле и Лихтенштейна; дивизия Кинмайера присоединилась к армии через Бургаузен. Стремительное наступление Лекурба к Зальцбургу и переход 3 французских дивизий при Лауфене через Зальцах вынудили австрийцев отступить за реку Траун, выдерживая с 16 по 18 декабря постоянные бои. Бригада Мечери лишь 14 декабря перешла у Шердинга через Инн и выиграла дорогу на Рид; часть конницы двинулась через Вельс на Линц. После боя при Ламбахе 19 декабря австрийцы продолжали отступление, через Штейер на Мельк близ Вены. В этом опасном положении эрцгерцог Карл снова вступил в командование армией и настойчиво советовал заключить мир.

### Перемирие и мир
25 декабря в Штейере между ним и Моро состоялось соглашение о перемирии, после чего начались в Люневиле переговоры о мире, который и был заключен 9 февраля 1801 года, водворив спокойствие в Европе после 9-летней беспрерывной борьбы. Франции уступлены Бельгия и весь левый берег Рейна; император отказался от прав на Ломбардию, которая образовала отдельное государство; взамен этого Австрия получила Венецианские владения до Адижа; Франция возвратила императору Кель, Кастель и Эренбрейтштейн; республики Батавская, Гельветическая, Цизальпинская и Лигурийская были признаны независимыми. Вскоре был заключён мир с Россией, Англией, Португалией, Портой и Неаполем.

### Действия на море
С апреля 1800 года командующим Флотом Канала стал адмирал Джервис, который коренным образом видоизменил систему блокады, причём обратил особое внимание на Брест, где было собрано 48 французских и испанских кораблей. Базу блокирующего флота он перенёс из Портсмута в Плимут и всегда держал от 24 до 30 линейных кораблей у Бреста, причём передовой отряд неотлучно находился у входа в порт и был в постоянном сообщении с главными силами, державшимися у острова Уэссан. Для исправлений корабли ходили в Плимут поодиночке, не имели права оставаться там, даже для замены мачт, больше 10 дней и сейчас же заменялись резервными. В случае прорыва противника на юг и невозможности передовому отряду войти в контакт с главными силами, если они будут отогнаны неблагоприятным ветром, начальник передового отряда имел полномочие немедленно идти к Кадису, чтобы усилить блокировавшую этот порт английскую эскадру. Целая цепь мелких судов по северному французскому побережью и берегам Бискайского залива тщательно следила за подвозом к Бресту, который нуждался в огромном количестве материалов и припасов для союзного флота. Результатом этого явилась скудость снабжения союзных кораблей, что делало их неспособными к продолжительному плаванию, и возможность им выходить только в исключительные штормовые погоды, которые отгоняли англичан, что обыкновенно приводило к серьёзным повреждениям союзных кораблей.
Вследствие этих причин Брюи не мог выполнить приказания Бонапарта в феврале 1800 года выйти из Бреста с 30 союзными кораблями, чтобы перейти в Тулон, освободить Мальту и быть готовым для плавания в Египет. В виду отсутствия снабжения для большого флота, Бонапарт приказал в октябре выйти из Бреста адмиралу Гантому с 7 линейными кораблями, на которые было посажено 5000 солдат и погружено значительное количество боевых и продовольственных запасов, собранных со всего флота, которые он должен был доставить в Египет. Но Гантому удалось выйти только 23 января 1801 года во время жестокого шторма, отогнавшего английскую эскадру, причём французские корабли разбросало так, что только через неделю им удалось соединиться, причём большинство их было серьёзно повреждено.

### Итоги кампании
При рассмотрении данной кампании в Италии и в Германии резко бросается в глаза быстрый успех французского оружия, не наблюдавшийся в предыдущих кампаниях Революционных войн. Успех этот нельзя объяснить только гениальностью одного и талантливостью другого французских полководцев. Здесь с особой силой проявился дух национальной французской армии, набранной по конскрипции, уже приобретшей опыт пользования новыми приёмами и способами ведения войны и боя. Превосходная французская армия, в руках таких полководцев, как Наполеон и Моро, проникнутых новыми идеями военного искусства, явилась могучим оружием для выполнения тех широких стратегических задач, которыми они задавались.
Во 2-й половине мая действия обеих сторон сосредоточились вокруг Ульма. Край, сильный и числом и расположением своих войск в укреплённом лагере при Ульме на обоих берегах Дуная, избегал решительного боя, ограничиваясь обороной. Моро, стремясь к бою, прибегнул к маневрированию фланговыми движениями почти всей своей армией, сначала к правому флангу, потом к левому и снова к правому, надеясь тем вынудить Края покинуть свой лагерь. Моро отрезает Краю долиною Дуная его сообщения с Веной и вынуждает его покинуть Ульм; при этом все действия Моро, хорошо соображенные с обстановкой, отличаются быстротой и решительностью. По результатам оно является, после Маренго и Риволи, самым выдающимся событием революционных войн. Австрийцам было весьма выгодно, по сложившейся обстановке, не переходить реку Инн навстречу французам, а оставаться за рекой и выжидать атаку за оборонительной линией, подготовленной в течение 5 месяцев и обеспеченной с флангов, но они перешли в наступление, причём первоначальный план действий с первых же переходов был заменён другим; ошибки в исполнении последнего и привели к поражению при Гогенлиндене.

## Кампания 1801 года

### Выход России из войны
В 1801 году, в результате русско-французского сближения, готовился Индийский поход. После дворцового переворота 11 марта 1801 года, приведшего к воцарению на российском престоле Александра I, планы похода были свёрнуты. 8 октября 1801 года в Париже между Францией и Россией был подписан мирный договор.

### Действия на море
16 декабря 1800 года в Санкт-Петербурге между Россией и Швецией был подписан договор о вооруженном нейтралитете. Он действовал до апреля 1801 года, когда после неожиданного нападения Нельсона на Копенгаген и уничтожения датского флота было заключено перемирие между Великобританией и Данией.
Вышедший из Бреста 23 января 1801 года Гантом продолжал свой путь и 9 февраля вошёл в Средиземное море. За ним погнался адмирал Уоррен, блокировавший с 5 кораблями Кадис. Между тем, Гантом узнал, что английская эскадра из 7 кораблей, под командованием адмирала Кейта, повезла в Египет армию в 15 000 чел. Опасаясь попасть между Кейтом и Уорреном и имея почти все корабли серьёзно повреждёнными штормом, Гантом направился в Тулон. Он мог выбраться оттуда только 24 апреля, но развившиеся болезни заставили его вернуть 3 корабля назад. С остальными же 4 кораблями ему удалось 7 июня добраться до Египта и даже начать высадку войск к западу от Александрии, но появление разведчиков Кейта заставило его обратиться в бегство, и он вернулся в Тулон 22 июля.
Вместе с посылкой Гантома, Бонапарт задумал сосредоточить значительные морские силы в Кадисе, чтобы действовать на сообщения английского флота со Средиземным морем. Брюи получил приказание перейти в Рошфор, там пополнить своё снабжение и идти в Кадис, где находилось около 10 испанских кораблей. Туда же были направлены из Тулона, под командованием контр-адмирала Линуа, те 3 корабля, которые были отосланы Гантомом.
Брюи так и не удалось выйти из Бреста, а Линуа подошёл 4 июля к Гибралтарскому проливу. Тут он узнал, что около Кадиса находится английская эскадра из 7 линейных кораблей под командованием адмирала Сомареца. Это был передовой отряд эскадры, блокировавшей Брест, который пошёл за Гантомом. Линуа вошёл в Гибралтарскую бухту и стал на якорь у испанского берега в Алжезирасе, под защитой береговых укреплений. Сомарец, узнав об этом, 6 июля атаковал Линуа, но атака была отбита, причём один английский корабль стал на мель под огнём батарей и вынужден был сдаться. Сомарец отошёл к Гибралтару и приступил к исправлению повреждений, работая день и ночь.
Между тем, Линуа послал в Кадис за помощью, и 10 июня оттуда пришли 1 французский и 5 испанских линейных корабля, под командованием адмирала Дон-Хуана де-Морено. 12 июля Морено и Линуа вышли и направились в Кадис, но Сомарец уже исправил повреждения и погнался за ними. Ночью в Гибралтарском проливе произошел бой, причём 2 испанских корабля взорвались, а 1 французский попал в плен. Таким образом все попытки Бонапарта разбились об английский флот, и как Мальта, так и египетская армия вынуждены были капитулировать.
Видя крушение всех своих планов в Средиземном море, Бонапарт для одоления своего главного противника задумал грандиозную высадку в Англии и с 1800 года начал собирать и строить в портах Ла-Манша значительное количество мелких судов, для перевозки армии. В июле 1801 года большое количество этих судов было собрано в Булони, под командованием контр-адмирала Латуш-Тревиля. В Англии началась паника, и вице-адмирал Нельсон, под напором общественного мнения, в августе два раза атаковал французскую флотилию, но потерпел неудачу. На самом деле французская десантная экспедиция была далеко не готова и собственно не угрожала ещё серьёзно английским берегам, а вскоре (октябрь 1801 года) были подписаны условия предварительного мирного договора.

### Итоги кампании
Оставшаяся в одиночестве Великобритания, лишившись всех своих союзников на континенте, 25 марта 1802 года подписала с Францией Амьенский мир.

## Итоги войны
Война завершилась Люневильским мирным договором и Амьенским мирным договором, передавшими Франции левобережье Рейна и признавшими независимость Цизальпинской, Батавской и Гельветической республик.